# トルクメニスタンの大統領
トルクメニスタンの大統領（トルクメニスタンのだいとうりょう、トルクメン語: Türkmenistanyň prezidenti）は、トルクメニスタンの国家元首たる大統領である。

## 概要
憲法上の規定によると、トルクメニスタンの大統領は任期は1期につき7年で、国民の直接選挙により選出されるという事になっている。
しかし、同国では1991年の独立以来、個人崇拝色の強い独裁政治が行われており、1999年から2006年までは議会によりテュルクメンバシュ（国父）の称号を与えられたサパルムラト・ニヤゾフによる終身大統領制が敷かれていた。ニヤゾフの死去後も、一定の改革は行われたものの引き続き独裁的な体制が継続している。
同国ではソビエト連邦からの独立後、憲法上は複数政党制が認められたものの、実際には唯一の与党であるトルクメニスタン民主党とその衛星政党である農業党、そして比較的新しく結成された産業・企業家党の3党しか合法的な政党は存在せず、他の政党は全て非合法化・弾圧されているため、大統領選挙は実施されても形式的なものであり、現職者又はその後継者が常に約9割あるいはほぼ100%に近い得票を得て当選する。
第2代大統領のグルバングル・ベルディムハメドフが2022年2月に世代交代を図るとして任期途中で辞任を表明したため、3月12日に大統領選挙が執行され、大統領の長男で副首相のセルダル・ベルディムハメドフが得票率72.97％で当選した。

## 職務代行者
憲法の規定により、マジュリス議長が代行する。議長が代行できない場合、第一副大統領（閣僚評議会副議長）が代行する。もうひとりの副大統領は外相を兼任している。
終身大統領ニヤゾフの死去により大統領が不在となった際には、第一副大統領のグルバングル・ベルディムハメドフが大統領代行となった。

## 大統領の一覧
| 代   | 大統領                                                                      | 大統領                         | 所属政党                       | 期                              | 在任期間                       | 在任期間    | 備考                    |
| ---- | --------------------------------------------------------------------------- | ------------------------------ | ------------------------------ | ------------------------------- | ------------------------------ | ----------- | ----------------------- |
| 001  | サパルムラト・ニヤゾフ Saparmyrat Ataýewiç Nyýazow                          |                                | トルクメン共産党 （TKP）       | 1                               | 1990年11月2日 - 1991年12月16日 | 16年 + 49日 |                         |
| 0(1) | サパルムラト・ニヤゾフ Saparmyrat Ataýewiç Nyýazow                          | トルクメニスタン民主党 （TDP） | 1991年12月16日 - 1992年6月21日 | 1                               | 党名変更                       | 16年 + 49日 |                         |
| 0(1) | サパルムラト・ニヤゾフ Saparmyrat Ataýewiç Nyýazow                          | トルクメニスタン民主党 （TDP） | 2                              | 1992年6月21日 - 1999年12月28日  | 任期延長                       | 16年 + 49日 |                         |
| 0(1) | サパルムラト・ニヤゾフ Saparmyrat Ataýewiç Nyýazow                          | トルクメニスタン民主党 （TDP） | 2                              | 1999年12月28日 - 2006年12月21日 | 終身大統領                     | 16年 + 49日 |                         |
| 00－ | グルバングル・ ベルディムハメドフ Gurbanguly Mälikgulyýewiç Berdimuhammedow |                                | 2                              | トルクメニスタン民主党 （TDP）  | 2006年12月21日 - 2007年2月11日 | 52日        | 大統領代行 （副大統領） |
| 002  | グルバングル・ ベルディムハメドフ Gurbanguly Mälikgulyýewiç Berdimuhammedow | 3                              | 2007年2月11日 - 2012年2月12日  | トルクメニスタン民主党 （TDP）  | 18年 + 67日                    |             |                         |
| 002  | グルバングル・ ベルディムハメドフ Gurbanguly Mälikgulyýewiç Berdimuhammedow | 4                              | 2012年2月12日 - 2013年8月18日  | トルクメニスタン民主党 （TDP）  | 18年 + 67日                    |             |                         |
| 0(2) | グルバングル・ ベルディムハメドフ Gurbanguly Mälikgulyýewiç Berdimuhammedow | 4                              | 無所属                         | 2013年8月18日 - 2017年2月11日   | 18年 + 67日                    | 党籍離脱    |                         |
| 0(2) | グルバングル・ ベルディムハメドフ Gurbanguly Mälikgulyýewiç Berdimuhammedow | 5                              | 無所属                         | 2017年2月12日 - 2020年2月11日   | 18年 + 67日                    |             |                         |
| 0(2) | グルバングル・ ベルディムハメドフ Gurbanguly Mälikgulyýewiç Berdimuhammedow | 5                              | 無所属                         | 2020年2月12日 - 2022年3月19日   | 18年 + 67日                    |             |                         |
| 003  | セルダル・ ベルディムハメドフ Serdar Gurbangulyýewiç Berdimuhamedow         |                                | トルクメニスタン民主党 （TDP） | 6                               | 2022年3月19日 - （現職）       | 3年 + 31日  |                         |